# Římskokatolická farnost Kotouň
Římskokatolická farnost Kotouň je zaniklým územním společenstvím římských katolíků v rámci sušicko-nepomuckého vikariátu českobudějovické diecéze.

## O farnosti

### Historie
Plebánie je připomínána v roce 1375. Farnost ke 31. prodsinci 2019 zanikla. Jejím právním nástupcem je Římskokatolická farnost Kasejovice.
| Kostel                      | Místo                | Bohoslužba             | Bohoslužba             | Poznámka        |
| --------------------------- | -------------------- | ---------------------- | ---------------------- | --------------- |
| Kostel Narození Panny Marie | Kotouň               | sobota                 | 17.00                  | farní kostel    |
| Kaple svaté Markéty         | Oselce-Markétin Vrch | neslouží se pravidelně | neslouží se pravidelně | obecní kaple    |
| Kostel Všech svatých        | Řesanice             | neslouží se pravidelně | neslouží se pravidelně | filiální kostel |
| Kaple                       | Životice             | neslouží se pravidelně | neslouží se pravidelně | obecní kaple    |